# 섭동 (천문학)
섭동(Perturbation:攝動)은 천문학에서 여러 개의 다른 물체로부터 명확한 중력 효과를 겪은 하나의 큰 물체가 보이는 복잡한 움직임을 설명할 때 쓰는 용어이다. 천체의 궤도에 교란이 미치게 하는 인력을 말한다.
또한 행성의 궤도가 다른 천체의 힘에 의해 정상적인 타원을 벗어나는 현상을 가리킨다. 행성의 궤도는 태양의 인력만 생각하면 타원이 되지만, 다른 행성으로부터도 힘을 받고 있으므로 엄밀하게 타원은 아니다. 이렇게 행성의 궤도가 다른 천체의 힘에 의해 정상적인 타원에서 어긋나는 것을 섭동이라 한다. 하나의 행성이 태양의 인력 하에 있을 때는 그 행성은 케플러의 3법칙에 따른 운동을 한다. 그러나 현실의 태양계처럼 그 밖에도 행성이 있을 경우, 그 행성의 운동은 아주 근소하지만 다른 행성의 인력의 영향도 받아서 케플러운동에서 조금씩 어긋나간다. 이처럼 운동의 어긋남을 섭동이라 한다. 
인공위성의 운동이 지구대기와의 마찰이나 지구 중력장의 부정 등에 의해 원래의 운동에서 어긋나는 것도 섭동이다. 달도 주로 태양의 섭동에 의해 복잡한 운동을 하고 있다.

## 계산
이론적으로 다른 행성의 힘을 무시하고 타원방정식을 구한 뒤, 섭동에 의해 어떻게 변하는 지 계산하는 것이 일반적이다. 주기섭동과 장년섭동(長年攝動), 장주기섭동으로 궤도요소의 변화를 나눈다. 다시 말하면 행성의 궤도를 이론적인 운동방정식으로 풀어서 구하는 경우에는 먼저 다른 행성의 힘을 무시하고 타원방정식을 구한 다음, 다른 행성의 힘(섭동력)에 의하여 궤도요소가 시간과 함께 어떻게 변하는가를 계산하는 것이 보통이다.

### 양자역학에서
섭동이라는 용어는 행성운동 등 천문학뿐만 아니라 양자역학에서 작은 교란 하의 원자 내의 전자의 운동 등 물리학에서도 흔히 쓰인다.

## 같이 보기
- 태양계의 형성과 진화
- 네레이드 (위성)
- 궤도 공명